# VLEKHO
VLEKHO  (afkorting van Vlaamse Ekonomische Hogeschool, officieel VLEKHO Business School) was een katholieke instelling voor hoger onderwijs in Schaarbeek.

## Opleidingen
Ze organiseerde twee opleidingen op het niveau hoger onderwijs: Master in de Handelswetenschappen en Master in de toegepaste taalkunde, de nieuwe benaming voor de opleiding tot vertaler en/of tolk. Daarnaast organiseerde de school ook deeltijdse programma's in de economische studies en een postgraduaat Journalistiek.

## Geschiedenis
De VLEKHO werd door een aantal professoren van de Katholieke Universiteit Leuven opgericht in 1968. Vanaf academiejaar 1983-1984 trad de Nederlandstalige afdeling van het "Institut Marie Haps" toe tot de VLEKHO, zodat er in Brussel een Nederlandstalige hogeschool ontstond met een stevige reputatie in talen en economie. Bij de hervorming (1995) van het hoger onderwijs in Vlaanderen trad de school toe tot de Hogeschool voor Wetenschap en Kunst. Sinds 5 juli 2007 maakten de opleidingen van VLEKHO deel uit van HUB-EHSAL, sinds 2013 van de KU Leuven en zijn KU Leuven campus Brussel.